# Las Acamayas
Las Acamayas är en ort i Mexiko.   Den ligger i kommunen San Martín Chalchicuautla och delstaten San Luis Potosí, i den sydöstra delen av landet, 230 km norr om huvudstaden Mexico City. Las Acamayas ligger 157 meter över havet och antalet invånare är 151.
Terrängen runt Las Acamayas är platt åt nordost, men åt sydväst är den kuperad. Runt Las Acamayas är det ganska tätbefolkat, med 90 invånare per kvadratkilometer. Närmaste större samhälle är Tampacan, 11,4 km väster om Las Acamayas. Omgivningarna runt Las Acamayas är en mosaik av jordbruksmark och naturlig växtlighet.